# FIÏNKA
Ирина Ярославовна Выхованец (урожд. Билак; 9 октября 1993, Надворная, Ивано-Франковская область, Украина), более известная как FIÏNKA — украинская певица и актриса. Автор и ведущая юмористического проекта «Ліжник TV» на YouTube. Популяризирует гуцульскую культуру. Финалистка национального отбора Украины на песенный конкурс «Евровидение» в 2023 и 2025 годах.

## Биография
Родом из Надворной. Проживает в Ивано-Франковске.
Поет с детства, играла на скрипке.
Некоторое время играла в Ивано-Франковском национальном академическом драматическом театре имени Ивана Франка.
Окончила Прикарпатский национальный университет имени Василия Стефаника.
В 2019 году она создала юмористический проект под названием «Ліжник TV», в котором является ведущей, режиссёром и сценаристом. В том же году дебютировала как певица под псевдонимом «FIЇNKA». Её самый первый и самый известный сингл — «Груба».
С 2022 года сотрудничает с лейблом Enko.

## Стиль
Выросши аутентичной гуцулкой, Ирина сознательно популяризирует гуцульский колорит, элементы местного говора, использует специфический акцент в языке произведений и юмористических скетчей на «Ліжник-ТВ» и считает полезным, чтобы мир больше узнал об этих элементах местной .

## Дискография

### Студийные альбомы
| Название       | Информация                                                                 |
| -------------- | -------------------------------------------------------------------------- |
| Гуцулія рулит! | - Релиз: 9 октября 2023 - Лейбл: KINGLOMERATE, Enko - Цифровая дистрибуция |

### Синглы
- 2012 — Що потрібно тобі (feat. Dima)
- 2012 — В ударах серця (feat. Dima)
- 2012 — Мрія (feat. Dima)
- 2019 — Груба
- 2020 — До танцю!
- 2021 — Колєда
- 2021 — Гуцулія рулит!
- 2021 — Ґачі від Ґуччі
- 2021 — Ватра-вогень
- 2022 — Цілюватись
- 2022 — Зірочки
- 2022 — Бий!
- 2022 — Довбуш
- 2023 — Плакали
- 2023 — Видко литку
- 2023 — Наше злото (feat. alyona alyona)
- 2023 — Дощ паде
- 2023 — Люди
- 2023 — Не журімоси
- 2024 — Мої гори
- 2024 — Гуцулянка (feat. Иван Попович)

## Музыкальные видео
| Год  | Название         | Режиссёр             | Альбом         |
| ---- | ---------------- | -------------------- | -------------- |
| 2019 | «Груба»          | Ирина Выхованец      | Гуцулія рулит! |
| 2020 | «До танцю!»      | Ирина Выхованец      | Гуцулія рулит! |
| 2021 | «Гуцулія рулит!» | Ирина Выхованец      | Гуцулія рулит! |
| 2021 | «Ґачі від Ґуччі» | Ирина Выхованец      | Гуцулія рулит! |
| 2021 | «Ватра-вогень»   | Ирина Выхованец      | Гуцулія рулит! |
| 2022 | «Цілюватись»     | Ирина Выхованец      | Гуцулія рулит! |
| 2022 | «Бий!»           | Ирина Выхованец      | Гуцулія рулит! |
| 2022 | «Довбуш»         | Ирина Выхованец      | Гуцулія рулит! |
| 2023 | «Видко литку»    | Ирина Выхованец      | Гуцулія рулит! |
| 2023 | «Люди»           | Кристина Браславская | Гуцулія рулит! |
| 2024 | «Мої гори»       | Кристина Браславская | Гуцулія рулит! |